# Elatostema catanduanense
Elatostema catanduanense är en nässelväxtart som beskrevs av Elmer Drew Merrill. Elatostema catanduanense ingår i släktet Elatostema och familjen nässelväxter. Inga underarter finns listade i Catalogue of Life.